# Sulo Bärlund
Sulo Richard Bärlund, född 15 april 1910 i Kangasala, död 13 april 1986, var en finländsk friidrottare.
Bärlund blev olympisk silvermedaljör i kulstötning vid sommarspelen 1936 i Berlin.